# Дуньчжай
Дуньчжай (кит. 敦寨镇, пін. Dūnzhài Zhèn) — містечко у КНР, повіт Цзіньпін провінції Ґуйчжоу.

## Географія
Дуньчжай розташовується на сході префектури і провінції загалом.

### Клімат
Містечко знаходиться у зоні, котра характеризується вологим субтропічним кліматом. Найтепліший місяць — липень із середньою температурою 26.3 °C (79.3 °F). Найхолодніший місяць — січень, із середньою температурою 5 °С (41 °F).
| Клімат Дуньчжая         | Клімат Дуньчжая | Клімат Дуньчжая | Клімат Дуньчжая | Клімат Дуньчжая | Клімат Дуньчжая | Клімат Дуньчжая | Клімат Дуньчжая | Клімат Дуньчжая | Клімат Дуньчжая | Клімат Дуньчжая | Клімат Дуньчжая | Клімат Дуньчжая | Клімат Дуньчжая |
| Показник                | Січ.            | Лют.            | Бер.            | Квіт.           | Трав.           | Черв.           | Лип.            | Серп.           | Вер.            | Жовт.           | Лист.           | Груд.           | Рік             |
| Середня температура, °C | 5               | 6,2             | 10,8            | 16,4            | 20,9            | 23,9            | 26,3            | 25,9            | 22,5            | 17,4            | 12,1            | 7,2             | 16,2            |
| Норма опадів, мм        | 47.1            | 56.7            | 80.9            | 155.1           | 220.7           | 205.8           | 138.6           | 137.9           | 76.4            | 94.8            | 70.3            | 37.7            | 1322            |
| Днів з опадами          | 15,2            | 14,1            | 18,1            | 20              | 19,2            | 17,6            | 14              | 14,3            | 10,7            | 14,5            | 14,5            | 13,6            | 185,8           |
| Вологість повітря, %    | 75.5            | 77.5            | 77.9            | 78.5            | 79              | 79.6            | 75.8            | 75.8            | 73.9            | 75.5            | 76.4            | 74.7            | 76.7            |
| ----------------------- | --------------- | --------------- | --------------- | --------------- | --------------- | --------------- | --------------- | --------------- | --------------- | --------------- | --------------- | --------------- | --------------- |
| Джерело: Weatherbase    |                 |                 |                 |                 |                 |                 |                 |                 |                 |                 |                 |                 |                 |